# Monanthes
Monanthes là một chi thực vật có hoa trong họ Crassulaceae.